# Pizzo Crotto
Pizzo Crotto är en bergstopp i Schweiz.   Den ligger i regionen Viamala och kantonen Graubünden, i den sydöstra delen av landet, 160 km öster om huvudstaden Bern. Toppen på Pizzo Crotto är 2 852 meter över havet.
Terrängen runt Pizzo Crotto är huvudsakligen bergig. Runt Pizzo Crotto är det ganska glesbefolkat, med 22 invånare per kvadratkilometer.. Närmaste större samhälle är Mesocco, 18,2 km sydväst om Pizzo Crotto. 
Trakten runt Pizzo Crotto består i huvudsak av gräsmarker.